# Mario Hernández
Mario Hernández (* 24. Juni 1924 in Río Piedras; † 2. Januar 2013 ebenda) war ein puerto-ricanischer Musiker und Komponist.
Hernández begann bereits in seiner Kindheit Gitarre zu spielen. Er trat erfolgreich als Sänger in Rafael Quiñones Vidals Programm Tarima del arte auf und arbeitete mit Leocadio Vizcarrondos Sexteto Puerto Rico zusammen. Ein Jahr lang war er Mitglied der Gruppe Conjunto Libertad als Tres-Spieler und Sänger neben Ignacio Caraballo, bevor er 1950 die Los Diablos del Caribe gründete, ein Ensemble von acht Musikern, mit dem er Si tú supieras (seine erste eigene Komposition), Mi único amor, Pica mi gallo, Enamorado und andere Boleros, Guarachas, Montunos und Danzas spielte. Bekannt wurde die Gruppe mit dem Album A bailar y gozar con Mario Hernández y sus Diablos del Caribe.
1956 ging Hernández nach New York und gründete dort mit Ignacio Caraballo ein neues puerto-ricanisches Orchester. Mit diesen neuen Diablos del Caribe debütierte er im exklusiven Manhattan Center und spielte im Palladium Ballroom die Werke von Tito Rodríguez, Frank Grillo und Tito Puente. Daneben gründete er das Sexteto Borinquen und begleitete Musiker wie La Lupe, Tongolele, María Luisa Landín, Panchito Riset, Davilita und Daniel Santos mit seiner Gruppe La Sonora Matancera. Zu den über einhundert Titeln, die Hernández aufgenommen hat, zählen Kompositionen von Johnny Pacheco, Oscar D’León, Rafael Cortijo, Celia Cruz, Pete Rodríguez und Johnny Albino.

## Quelle
- Herencia latina – El Alquimista de Sones